# Sturzelbronn

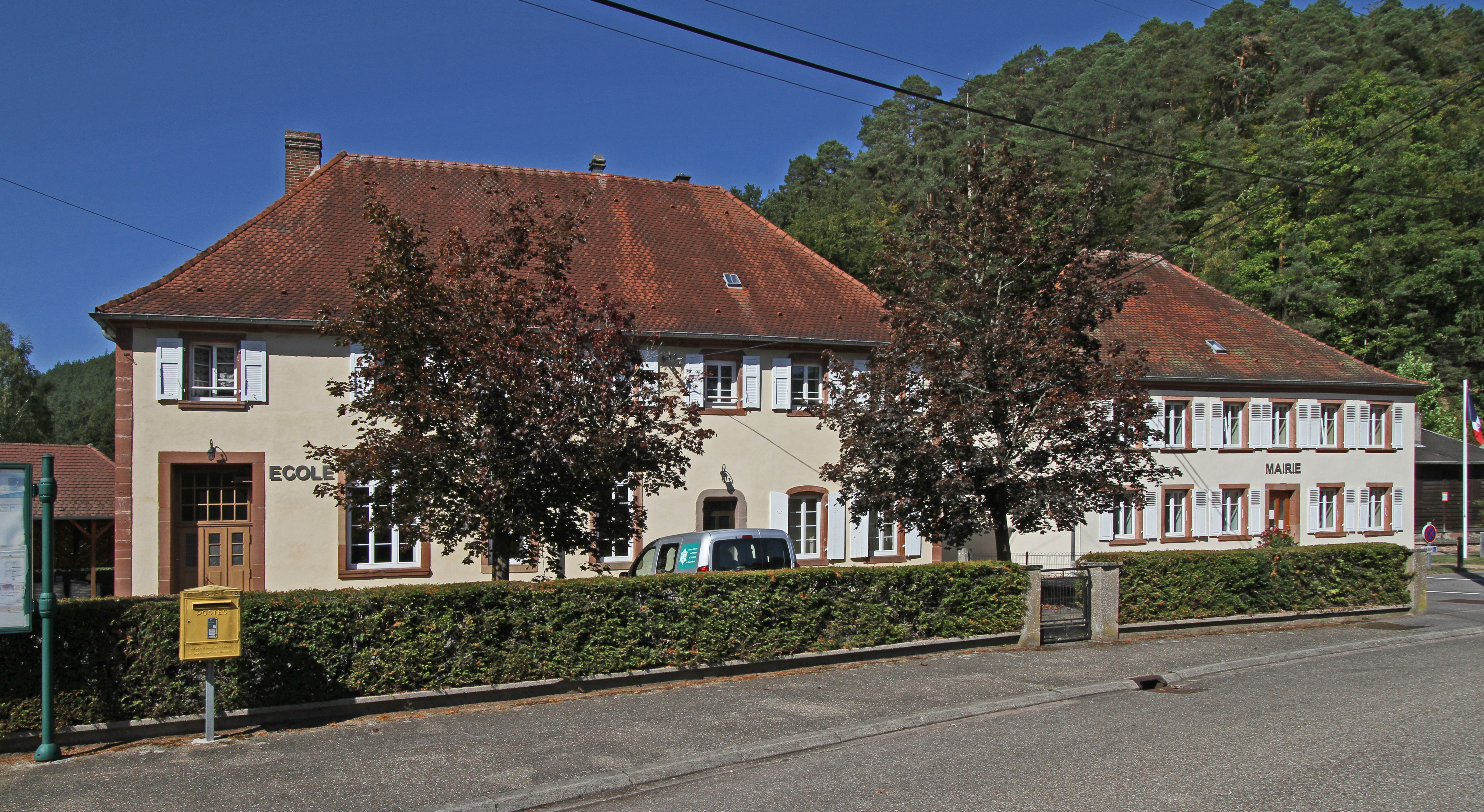
Dorfschule (links im Bild) und Rathaus (rechts)

Sturzelbronn (deutsch Stürzelbronn, lothringisch Stirzelbrunn) ist eine französische Gemeinde mit 168 Einwohnern (Stand 1. Januar 2022) im Département Moselle in der Region Grand Est (bis 2015 Lothringen). Sie gehört zum Arrondissement Sarreguemines und zum Kanton Bitche. Sie war im Mittelalter Sitz eines bedeutenden Klosters. Die Einwohner nennen sich auf Französisch Sturzelbronnois.

## Geographie
Die Streusiedlung liegt im Gebiet der in Frankreich so genannten Nordvogesen, etwa 13 Kilometer östlich von Bitsch. Sturzelbronn ist die östlichste Gemeinde des Departements Moselle und des Bitscher Ländchens (Pays de Bitche). Sie liegt am Mühlenbach an der Grenze zur Pfalz und zum elsässischen Département Bas-Rhin.

## Geschichte
Entstanden ist die Ansiedlung an der Römerstraße von Bitsch nach Weißenburg. Fragmente von Skulpturen zeugen noch von dieser Zeit. Die 1135 von Herzog Simon I. von Lothringen gegründete Zisterzienserabtei ist der eigentliche Ursprung der Ortschaft. Die Abtei Stürzelbronn hatte im Mittelalter weitreichende Besitzungen und Zehntrechte im Bitscher Land, das damals auch viele heute auf deutscher Seite liegende Ortschaften umfasste. 1799 wurde die Abtei aufgehoben.
Das Gemeindewappen zeigt mit dem Löwen und dem Schrägbalken die Initialen der Abtei Sturzelbronn, ergänzt durch den blauen Wellenfuß, der die Nachsilbe -bronn (= Brunnen) illustriert.
Zu Beginn des Deutsch-Französischen Krieges gab es hier am 1. August 1870 ein Gefecht zwischen deutschen Reitern und französischen Soldaten, in dessen Verlauf ein bayerischer Chevauleger einem gestürzten preußischen Husaren das Leben rettete. Diese Szene verewigte der Militärmaler Louis Braun in einem Ölbild, das heute im Bayerischen Armeemuseum zu Ingolstadt ausgestellt ist und einst auch als Postkartenmotiv diente. Dadurch erlangte „Das Gefecht von Stürzelbronn“ Berühmtheit in der bayerischen Heeresgeschichte.
Durch den Frankfurter Frieden vom 10. Mai 1871 kam die Region an das deutsche Reichsland Elsaß-Lothringen und das Dorf wurde dem Kreis Saargemünd im Bezirk Lothringen zugeordnet. Am Ort gab es eine Getreidemühle, ein Sägewerk, eine Ziegelei und eine Pottaschesiederei. Nach dem Ersten Weltkrieg musste die Region aufgrund der Bestimmungen des Versailler Vertrags 1919 an Frankreich abgetreten werden und wurde Teil des Département Moselle.
Im Zweiten Weltkrieg war die Region von der deutschen Wehrmacht besetzt und stand unter deutscher Verwaltung. Sturzelbronn war der letzte Ort Elsass-Lothringens, der im Zweiten Weltkrieg von den Westalliierten eingenommen wurde, und zwar am 19. März 1945 in der Operation Undertone.

### Bevölkerungsentwicklung
| Jahr      | 1962 | 1968 | 1975 | 1982 | 1990 | 1999 | 2007 | 2019 |
| Einwohner | 234  | 239  | 239  | 205  | 178  | 189  | 194  | 174  |

## Kultur und Sehenswürdigkeiten

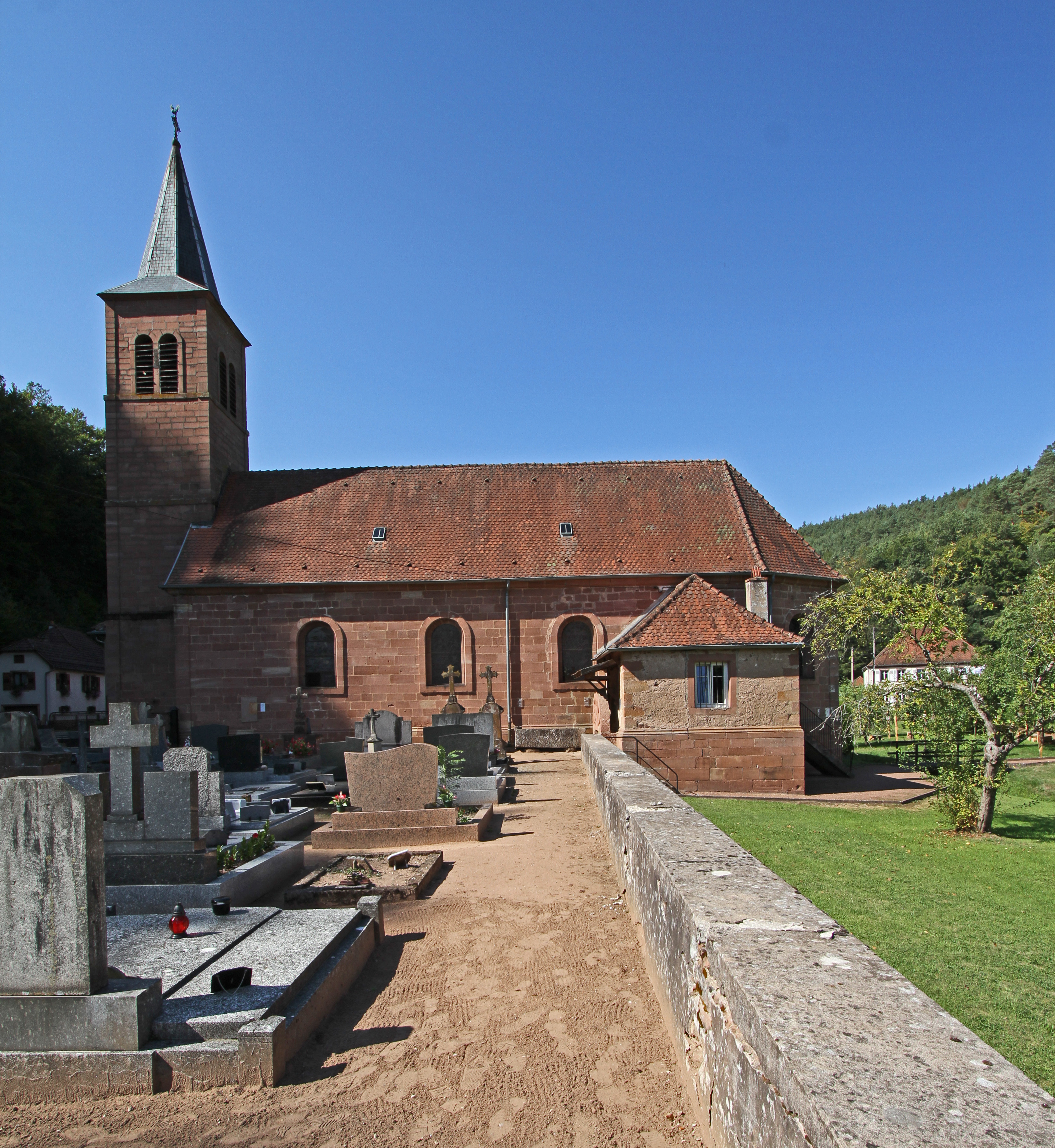
Kirche St. Elisabeth

- Reste der Zisterzienserabtei,[1] vor allem ein romanisches Tympanon. Beeindruckend ist  ein in Stein gemeißelter immerwährender Kalender zur Berechnung des Osterfestes.[4]
- Kirche St. Elisabeth von 1764

## Freizeit und Tourismus
In den Wäldern um Sturzelbronn hat der Vogesenclub viele Wanderwege markiert. Es sind bescheidene Einkehr- und Unterkunftsmöglichkeiten vorhanden, so auch ein Campingplatz und eine Hütte der Naturfreunde. Zwischen Bitsch und Sturzelbronn liegt als Sperrgebiet der Truppenübungsplatz Bitsch.

## Belege
1. 1 2  Franz Xaver Kraus: Kunst und Alterthum in Elsass-Lothringen. Beschreibende Statistik. Band III: Kunst und Althertum in Lothringen, Friedrich Bull, Straßburg 1886, S. 955–968 (books.google.de).
2. 1 2  Eugen H. Th. Huhn: Deutsch-Lothringen. Landes-, Volks- und Ortskunde, Stuttgart 1875, S. 419–420 (google.books.de).
3. ↑  Wappenbeschreibung auf genealogie-lorraine.fr (französisch)
4. ↑  Christine van Hoof: Schatzjäger - Chasseurs au trésor: Geocaches im saarländisch-lothringischen Grenzraum, S. 321. In: Uta Fenske, Daniel Groth, Matthias Weipert (Hrsg.): Grenzgang - Grenzgängerinnen - Grenzgänger. Historische Perspektiven. Festschrift für Bärbel P. Kuhn zum 60. Geburtstag. Röhrig Universitätsverlag, St. Ingbert 2017, ISBN 978-3-86110-635-7, S. 315–323.